# Dżalil
Dżalil – osiedle typu miejskiego w Rosji, w Tatarstanie. W 2010 roku liczyło 13 937 mieszkańców.